# Asphodeline lutea
Asphodeline lutea, coneguda popularment com a Albó groc, és una espècie de planta perenne de la família de les asfodelàcies, subfamília de les asfodelòidies, que es distribueix per l'est de la Regió Mediterrània i pel nord d'Àfrica. És una herbàcia que es troba sobre sòls drenats essent pròpia de llocs rocosos i pedregosos. Molt cultivada pel seu port erecte que dona verticalitat a l'arquitectura dels jardins. És fàcil de fer créixer i de cultivar. Accepta espais assoleiats o parcialment obacs. Les seves fulles són d'un color verd balu (glauc) i les flors són de color groc.

## Orígens
Asphodeline lutea és originària d'Alemanya, Àustria, Itàlia i del Mediterrani oriental, on floreixen en prats assolellats i secs. Va ser introduïda al Jardí Botànic de la Universitat d'Oxford en 1648, tot i que no va ser utilitzada típicament com a herba medicinal. Pot haver estat cultivada pel seu valor ornamental, però: com l'espècie va ser introduïda des del Mediterrani Oriental no hauria estat ben reconeguda en 1648. Ni a l'herbolari John Gerard ni a l'apotecari John Parkinson - tots dos tenien un considerable coneixement sobre les plantes medicinals, se li va ocórrer cap ús per aquesta planta.

## Taxonomia
Asphodeline lutea va ser descrita per Reichenbach, Heinrich Gottlieb Ludwig i publicada a Flora Germanica Excursoria 1830. (Fl. Germ. Excurs.).

### Etimologia
- Asphodeline: el nom d'origen grec "asphodelus", molt vinculat durant l'Antiga Grècia a la mort i al submón, ja que era plantada en tombes i cementiris.
- lutea: epítet llatí que significa "marginat".[3]